# Montagu (hrad)
Château de Montagu jsou ruiny hradu ve francouzské obci Marcoussis, v departementu Essonne.

## Historie
Stavba, která byla v průběhu staletí několikrát přestavována, pochází z 15. století. Budovy obklopovaly čtvercové nádvoří, v každém rohu stála věž, kolem vodní příkop. Hrad byl pobořen v roce 1805 Chastenetem z Puyseguru. V roce 1984 byla ruina zapsána mezi historické památky Francie.